# 紀元前239年
紀元前239年（きげんぜん239ねん）は、ローマ暦の年である。
当時は、「ガイウス・マミリウス・トゥッリヌスとクィントゥス・ウァレリウス・ファルトが共和政ローマ執政官に就任した年」として知られていた（もしくは、それほど使われてはいないが、ローマ建国紀元515年）。紀年法として西暦（キリスト紀元）がヨーロッパで広く普及した中世初期以降、この年は紀元前239年と表記されるのが一般的となった。

## 他の紀年法
- 干支 : 壬戌
- 日本
  - 皇紀422年
  - 孝霊天皇52年
- 中国
  - 秦 - 始皇8年
  - 楚 - 考烈王24年
  - 斉 - 斉王建26年
  - 燕 - 燕王喜16年
  - 趙 - 悼襄王6年
  - 魏 - 景湣王4年
  - 韓 - 桓恵王34年
- 朝鮮 :
- ベトナム :
- 仏滅紀元 : 308年
- ユダヤ暦 :

## できごと

### カルタゴ
- ハミルカル・バルカの傭兵の乱の捕虜を赦免する寛容さが、他の者の離反を誘発することを懸念したため、マトースとスペンディオスは、Gescoを含むカルタゴの「約700人の」囚人の手足切断と処刑を命じた。傭兵たちはすべて残虐行為で有罪になるため、離反者はあえてハミニカルの元でカルタゴの裁きを受けられなかった。
- カルタゴが傭兵に包囲され、ウティカ市が反乱を起こしてカルタゴから分離しようとする。カルタゴはヒエロン2世とローマに傭兵に対する援助を要請する。しかし傭兵の指導者はローマの仲介を拒否する。
- サルディニアがカルタゴに反乱を起こし、ローマが機に乗じてこの島を併合する。

### ギリシア
- マケドニア王アンティゴノス2世が死去し、デメトリオス2世が後を継ぐ。
- アイトーリアを戦列に加えて、シキュオンのアラトス率いるアカイア同盟は再びアテネとアルゴスを攻撃する。

### セレウコス朝
- セレウコス2世の弟でセレウコス朝アナトリアの支配者であるアンティオコス・ヒエラクスが、シリアに軍を送る。名目上はセレウコスの援助だが、実際には残りの帝国を併合するためだった。エジプトと講和を結んだ後、セレウコス2世はアナトリアをすぐさま攻め、「兄弟の戦争」が始まる。

### ペルシア
- ディオドトス1世がパルティア軍を破る。まもなく亡くなり、息子のディオドトス2世が後を継ぐ。

### 中国
- 秦の王弟の長安君成蟜が軍を率いて趙を攻撃していた際に、屯留で反乱を起こして死去した。
- 嫪毐が長信侯に封ぜられ、山陽の地を与えられた。さらに河西太原が嫪毐の封国（毐国）となった。
- 魏が趙に鄴を割譲した。
- 韓の桓恵王が死去し、子の韓王安が即位した。

## 誕生
- クイントゥス・エンニウス、ラテン語の詩人で作家、「ローマ詩の父」と称される（+ 紀元前169年）

## 死去
- アンティゴノス2世 - マケドニア王、紀元前277年に即位。王国を再建し、ギリシャに覇を唱える（* 紀元前319年）
- ディオドトス1世 - グレコ・バクトリア王国の王
- 成蟜 - 始皇帝の弟、長安君
- 桓恵王 - 韓の王